# Crataegus corusca
Crataegus corusca är en rosväxtart som beskrevs av Charles Sprague Sargent. Crataegus corusca ingår i hagtornssläktet som ingår i familjen rosväxter.

## Underarter
Arten delas in i följande underarter:
- C. c. blothra
- C. c. corusca